# Lamida
Lamida is een geslacht van vlinders van de familie snuitmotten (Pyralidae), uit de onderfamilie Epipaschiinae.

## Soorten
- L. buruensis Janse, 1931
- L. mediobarbalis Hampson, 1916
- L. moncusalis Walker, 1859
- L. sordidalis Hampson, 1916